# أن تعيش وتموت في لوس أنجلوس
أن تعيش وتموت في لوس أنجلوس (بالإنجليزية: To Live and Die in L.A.)‏ هو فيلم نيو-نوار جريمة أكشن أمريكي من إخراج ويليام فريدكن وبطولة وليام بيترسين، ويليم دافو، جون تورتورو ودين ستوكويل، صدر الفيلم في 1 نوفمبر 1985.

## روابط خارجية
أن تعيش وتموت في لوس أنجلوس على موقع IMDb (الإنجليزية)
- أن تعيش وتموت في لوس أنجلوس على موقع ميتاكريتيك (الإنجليزية)
- أن تعيش وتموت في لوس أنجلوس على موقع الموسوعة البريطانية (الإنجليزية)
- أن تعيش وتموت في لوس أنجلوس على موقع روتن توميتوز (الإنجليزية)
- أن تعيش وتموت في لوس أنجلوس على موقع نتفليكس (الإنجليزية)
- أن تعيش وتموت في لوس أنجلوس على موقع ألو سيني (الفرنسية)
- أن تعيش وتموت في لوس أنجلوس على موقع Turner Classic Movies (الإنجليزية)
- أن تعيش وتموت في لوس أنجلوس على موقع أول موفي (الإنجليزية)
- أن تعيش وتموت في لوس أنجلوس على موقع بوكس أوفيس موجو (الإنجليزية)
- أن تعيش وتموت في لوس أنجلوس على موقع فيلمافينيتي (الإسبانية)